# Carychium tridentatum

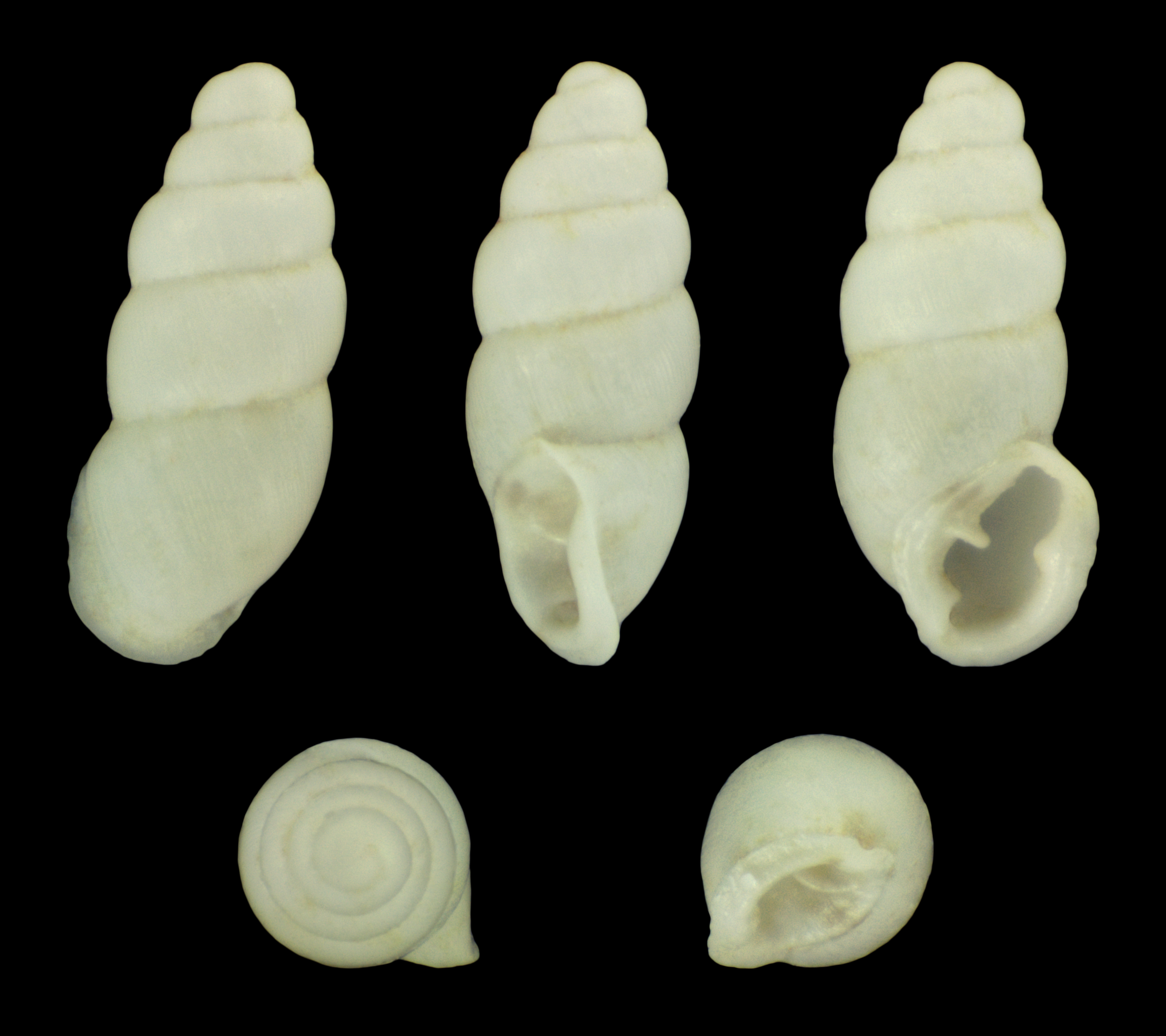
Fossiel, Pleistoceen

Carychium tridentatum is een op het land levende longslak uit de familie Carychiidae. De soorten van het geslacht Carychium behoren tot de kleinste landslakkensoorten uit de Europese fauna.
Carychium tridentatum is de typesoort van het subgenus Saraphia Risso, 1826.

## Naam
De soortnaam werd in 1826 ingevoerd door Joseph Antoine Risso als Saraphia tridentata. Saraphia wordt tegenwoordig als een subgenus van Carychium beschouwd. De naam tridentatum heeft betrekking op het aantal tanden in de mondopening.

## Beschrijving
|                                                                                           |
| Schelp met deels opengebroken buitenwand om de opbouw van de columellaire plicae te tonen |

## Huidige verspreiding
Carychium tridentatum komt in alle Europese landen voor in streken grotendeels ten Zuiden van de poolcirkel. In Nederland en België is de soort niet zeldzaam.

## Fossiel voorkomen
In Nederland is Carychium tridentatum uit de meeste interglacialen en het Holoceen bekend. In België werd de soort in Holocene afzettingen aangetroffen.